# Apparence(s)
Apparence(s) est une revue scientifique se désignant comme Twist issue de la collaboration d’enseignants-chercheurs des Universités de Lille-III Charles-de-Gaulle et de Tours François-Rabelais. 
La revue part de la définition des apparences comme des formes de communication non verbales, inhérentes à la relation entre deux individus et au jeu social. Dans nos sociétés, l’apparence n’est pas un donné mais elle est construite. La revue s’attache particulièrement aux processus de fabrication des apparences et de leur perception. Elle est ouverte à l’ensemble des chercheurs en sciences humaines et sociales, qui tentent d’appréhender le travail et le jeu des apparences.
Apparence(s) est une revue disponible en accès libre sur le portail OpenEdition Journals.